# Idaea fasciata
Idaea fasciata är en fjärilsart som beskrevs av Otto Staudinger 1892. Idaea fasciata ingår i släktet Idaea och familjen mätare. Inga underarter finns listade i Catalogue of Life.